# Косичев, Анатолий Данилович
Анато́лий Дани́лович Ко́сичев (1 августа (14 августа) 1914, Москва, Российская империя — 8 марта 2014, там же, Российская Федерация) — советский и российский философ, специалист по социальной философии, истории русской и марксистско-ленинской философии. Доктор философских наук (1963), профессор. Один из авторов «Атеистического словаря».

## Биография
В 1940 году окончил исторический факультет 2-го МГУ по специальности «история общественной мысли в России».
В 1940—1946 годах проходил службу в Советской армии, ветеран Великой Отечественной войны.
В 1949 году окончил аспирантуру философского факультета МГУ имени М. В. Ломоносова по кафедре истории русской философии, а в 1950 году защитил диссертацию на соискание учёной степени кандидата философских наук по теме «Разгром Лениным и Сталиным идеологии и тактики анархизма в России»
С 1949 года работал на философском факультете МГУ имени М. В. Ломоносова, пройдя путь от старшего преподавателя до доцента и профессора. В 1971—1992 годах — профессор и заведующий кафедрой истории марксистско-ленинской философии, в 1991—2014 годах — профессор кафедры истории русской философии. В 1978—1986 годах являлся деканом философского факультета МГУ имени М. В. Ломоносова.
В 1955—1957 годах — преподаватель философии и советник ректора Шанхайского университета. 
В 1963 году защитил диссертацию на соискание учёной степени доктора философских наук по теме «Развитие Марксом, Энгельсом, Лениным исторического материализма в борьбе с социологическими и философскими концепциями анархизма».
В 1966—1976 годах — председатель секции философии научно-технического Совета Министерства высшего образования СССР.
В 1973—1990 годах — главный редактор журнала «Вестник Московского университета. Серия „Научный коммунизм“». В 1978—1990 годах — главный редактор журнала «Вестник Московского университета. Серия „Философия“». Также был членом редакционной коллегии журнала «Философские науки».
В 1975—1991 годах — член президиума научно-технического совета Министерства высшего и среднего специального образования СССР.

## Научная деятельность
Основными областями исследований А. Д. Косичева являлись современные анархизм и марксизм, философские идеи Л. Н. Толстого, разнообразные течения внутри марксизма (Э. Бернштейн, А. Грамши, К. Каутский, В. И. Ленин, Д. Лукач, Г. В. Плеханов, антропологический марксизм, неомарксизм, «Праксис») и сопоставление их с взглядами самих К. Маркса и Ф. Энгельса, истоки связей революции и эволюции, поиск закономерностей мирового общественного развития.
Полагал, что марксистов укоренилось стойкое стремление эконономическому детерминизму, возведение в абсолют объективной стороны исторического процесса, что на деле превращалась в волюнтаризм и субъективизм. Рассматривал процессы революции и эволюции и революции как находящиеся в неразрывном единстве.
Автор более 200 научных трудов, включая 15 монографий (на русском, испанском и китайском языках), различные учебные пособия и брошюры. Подготовил более 70 кандидатов наук, а также 12 докторов наук.

## Научные труды
- Косичев А. Д. Развитие В. И. Лениным диалектического и исторического материализма в период борьбы за создание марксистской партии в России. (1894—1904 гг.). — М.: Знание, 1961. — 48 с. (Серия 2. Философия/ Всесоюз. о-во по распространению полит. и науч. знаний; 11).
- Косичев А. Д. Возникновение и развитие научного коммунизма: (Лекция) / Моск. гос. ун-т им. М. В. Ломоносова. Кафедра науч. коммунизма Философ. фак. Ин-т повышения квалификации преподавателей обществ. наук. — М.: Издательство Московского университета, 1963. — 64 с.
- Косичев А. Д. Развитие В. И. Лениным марксистской философии в борьбе с субъективной социологией народничества/ М-во высш. и сред. спец. образования РСФСР. Науч.-метод. кабинет по заоч. обучению при Моск. гос. ун-те им. М. В. Ломоносова. — М.: Издательство Московского университета, 1960. — 31 с.
- Косичев А. Д. Борьба марксизма-ленинизма с идеологией анархизма и современность. — М.: Издательство Московского университета, 1964. — 414 с.
- Косичев А. Д. Карл Маркс — основоположник научного коммунизма. — М.: Знание, 1968. — 62 с. (Новое в жизни, науке, технике. Серия «Научный коммунизм» 1)
- Косичев А. Д. Рост международного авторитета марксистско-ленинской философии и концепции «открытого марксизма». — М.: Издательство Московского университета, 1969. — 23 с. (Доклад/ Науч. конференция «Ленинский этап в развитии марксистской философии». (Ленинград, 16-19 декабря 1969 г.); 40).
- Косичев А. Д. Учение В. И. Ленина о социализме. — М.: Знание, 1970. — 78 с.
- Косичев А. Д. Теоретическое обобщение В. И. Лениным опыта Октябрьской революции и строительства социализма в СССР. — М.: Издательство Московского университета, 1974. — 312 с.
- Косичев А. Д. Творческое развитие КПСС теории научного коммунизма: (По материалам XXV съезда КПСС). — М.: Мысль, 1978. — 188 с.
- Косичев А. Д., Кедров Б. М., Калтахчян С. Т. История марксистско-ленинской философии (1893—1917 гг.) : Учеб. пособие для филос. фак. гос. ун-тов / Под ред. А. Д. Косичева. — М.: Высшая школа, 1987. — 447 с.
- Косичев А. Д. Философия, время, люди: воспоминания и размышления декана философского факультета МГУ им. М. В. Ломоносова. — М.: ОЛМА-ПРЕСС, 2003. — 350 с. ISBN 5-224-04066-3, 1000 экз.
- Косичев А. Д. Философия. Время. Люди: воспоминания и размышления декана Философского факультета МГУ им. М. В. Ломоносова. — 2-е изд., доп. и перераб. — М.: ОЛМА Медиа Групп, 2007. — 382 с. ISBN 978-5-373-01573-8

## Награды
- Орден Отечественной войны II степени[3][4]
- Орден Трудового Красного Знамени[3][4]
- Медаль «За победу над Германией в Великой Отечественной войне 1941—1945 гг.»[3][4]
- Медаль «За оборону Москвы»[3][4]
- Медаль «За трудовую доблесть»[3][4]
- Медаль «Ветеран труда»[3][4]
- Заслуженный профессор Московского университета (1996)[3][4]
- Заслуженный деятель науки РСФСР (1979)[3][4]